# Biafra
A República do Biafra foi um estado secessionista no sudeste da Nigéria. O Biafra era habitado maioritariamente pelos ibos e existiu de 30 de Maio de 1967 a 15 de Janeiro de 1970.
A secessão foi liderada pelos ibos (apoiados pela transnacional francesa Elf Aquitaine), dadas as tensões económicas, étnicas, culturais e religiosas entre os vários povos da Nigéria e a criação do novo país, batizado segundo a Enseada do Biafra (a baía atlântica no sul), esteve entre as causas para a Guerra Civil Nigeriana, também conhecida por Guerra Nigéria-Biafra, ou ainda Guerra do Biafra.
O Biafra foi oficialmente reconhecido por Gabão, Haiti, Costa do Marfim, Tanzânia e Zâmbia. Outras nações, como Israel, França, Portugal, Rodésia, África do Sul e o Vaticano não deram reconhecimento oficial, porém providenciaram assistência. O Biafra também recebeu ajuda de organizações não governamentais, tais como a Joint Church Aid, a Holy Ghost Fathers of Ireland, a Caritas Internationalis, a MarkPress e a U.S. Catholic Relief Services.

## História

### Secessão
Em 1960 a Nigéria tornou-se independente do Reino Unido. De forma semelhante aos outros novos estados africanos, as fronteiras do país não tinham sido desenhadas de acordo com territórios antigos. Daí surgiu que a região norte desértica do país contivesse estados muçulmanos feudais semiautónomos, enquanto que a população do sul era predominantemente cristã e animista. O seu precioso petróleo, principal fonte de receitas, localizava-se no sul do país.
Após a independência, a Nigéria estava dividida por linhas étnicas, com os hauçás e os fulas no norte, os iorubás no sudoeste e os ibos no sudeste. Em resposta a motins ocorridos no ano anterior, de onde tinham resultado 30 000 ibos mortos e aproximadamente um milhão de ibos refugiados, em Janeiro de 1966, um grupo maioritariamente constituído por ibos, levou uma revolta militar com o objetivo de se separar da Nigéria.
Em Julho de 1966, oficiais do norte e unidades do exército preparam um golpe de estado. Oficiais muçulmanos nomeiam um cristão proveniente de um pequeno grupo étnico (os angas) no centro da Nigéria, o tenente-coronel Yakubu "Jack" Gowon, como cabeça do Governo Militar Federal (FMG). A violência contínua impediu o regresso do poder aos cidadãos; entre 8 a 10 milhares de ibos foram mortos no norte, enquanto nortistas foram mortas nas cidades do leste.
Em Janeiro de 1967, os líderes militares e os polícias oficiais seniores de cada região encontraram-se em Aburi, no Gana e concordaram com uma confederação ampla de regiões. Os  líderes nortistas não simpatizaram com o acordo de Aburi; Obafemi Awolowo, o líder da região oeste ameaçou que se a região leste se tornasse independente, a região oeste seguiria o exemplo. Tal ameaça persuadiu os líderes nortistas.
O governo do leste rejeitou o plano para a reconciliação. A 26 de Maio votou para se tornar independente da Nigéria. A 30 de Maio, Chukwuemeka Odumegwu Ojukwu, o governador militar da região, declarou a República do Biafra, referindo os habitantes do leste mortos durante a violência pós-golpe de estado. A enorme quantidade de petróleo na região desencadeou o conflito, dado o petróleo ser um elemento importante na economia nigeriana.
O Vaticano, Portugal e França foram os seus principais aliados. O Reino Unido, ex-potência colonial, desconsiderou as diferentes tribos daquela parte de África e concedeu a independência a um todo denominado Federação da Nigéria. O Egipto e a URSS apoiaram a Nigéria. A China não apoiou o Biafra, mas denunciou o apoio concedido à Nigéria pelo “imperialismo revisionista”, numa alusão à então União Soviética.

### Papel de Portugal
O papel de Portugal a favor da causa rebelde, apesar da discrição, foi considerado crucial pelos líderes rebeldes.
A operação Air Lift, baseada em São Tomé funcionou num esforço para manter mulheres e crianças vivas.
O general Yakubu Gowon chegou a declarar que matar à fome era um meio legal de combater uma guerra.
De Portugal seguiam armas e munições, toneladas e medicamentos e até o dinheiro do novo país foi impresso na Casa da Moeda.

## Militar
No início da guerra, o Biafra tinha 3 000 soldados, mas no final da guerra totalizavam já 30 000 elementos. Não houve apoio oficial ao exército biafrense por outra nação durante a guerra. Os biafrenses possuíam ao início dois B-25 Mitchells, um B-26 Invader e um DC-3 convertido. Devido à falta de apoio oficial, os biafrenses produziram as suas armas localmente. Em 1968 o piloto sueco Carl Gustaf von Rosen sugeriu o projecto MiniCOIN ao general Ojukwu. Na Primavera de 1969, o Biafra tinha construído cinco MFI-9Bs no Gabão, dando-lhes o nome de "Biafra Babies". Eram de cor verde, capazes de suportar seis mísseis antitanque de 68 mm. Os seis aviões eram pilotados por três pilotos suecos e três biafrenses.